# Apeadero de Miuzela
El Apeadero de Miuzela es una plataforma ferroviaria de la Línea de la Beira Alta, que sirve a la localidad de Miuzela, en el Distrito de Guarda, en Portugal.

## Característica
Este apeadero se encuentra junto a la localidad de Miuzela, en el ayuntamiento de Almeida.

## Historia
El tramo de la Línea de la Beira Alta entre las Estaciones de Pampilhosa y Vilar Formoso, donde este apeadero se encuentra, abrió al servicio, de forma provisional, el 1 de julio de 1882; la línea fue totalmente inaugurada, entre Figueira da Foz y la frontera con España, el 3 de agosto del mismo año, por la Compañía de los Caminhos de Ferro Portugueses de la Beira Alta.